# Комарова, Анна Анатольевна
А́нна Анато́льевна Комаро́ва (род. 14 июня 1962) — российский лингвист, переводчик жестового языка, специалист по жестовому языку глухих, директор Центра образования глухих и жестового языка имени Галины Зайцевой. Доцент кафедры стилистики английской речи МГЛУ, член Всемирной ассоциации переводчиков жестового языка (WASLI), региональный представитель WASLI по России, член Региональной общественной организации «Объединение переводчиков жестового языка», эксперт Всемирной федерации глухих по образованию глухих. Внучка физика Вениамина Цукермана.

## Биография
В 1978 году — окончила школу № 80 с преподаванием ряда предметов на английском языке. В 1979—1984 году училась в Московском государственном институте иностранных зыков им. М. Тореза, получила специальность «преподаватель английского языка».
Во время обучения в институте работала во ВНИИТЭ (техническим сотрудником) и сотрудничала в издательстве «Наука».

### Деятельность
В 1985-88 гг. разрабатывала программу и работала преподавателем английского языка на курсах интенсивного обучения при аспирантуре МИИТа. В 1988-91 гг. и с 1995 по 96 год работала по совместительству ассистентом президента по международной работе и переводчиком русского жестового и английского языков во Всероссийском обществе глухих. В 1991-92 гг. проходила практику в Королевской школе для глухих детей г. Эксетера (Великобритания). В 1990-92 гг. и 1994-95гг. участвовала в совместных исследовательских проектах Центра исследований глухоты Бристольского университета, Великобритания. С 1992 по 2009 год работала преподавателем английского языка, координатором программ Московской билингвистической гимназии для глухих детей. С 1998 — директор Центра образования глухих и жестового языка, в 1998—2005 работала по совместительству в педагогическом колледже № 4 г. Москвы, 1998—2009 старшим преподавателем Московского городского педагогического университета, 1999 − 2008 координатором программы помощи обществам глухих стран Кавказского и Средне-азиатского региона.
С 1989 года неоднократно принимала участие в заседаниях Бюро Всемирной федерации глухих (ВФГ), конгрессах ВФГ (Япония, Австрия, Австралия, Канада, Испания), конгрессах по обучению глухих (США, Израиль), конгрессах по билингвистическому обучению глухих (Швеция, Россия, Голландия, Литва). Неоднократно участвовала и организовывала международные семинары, конференции, курсы и круглые столы по проблемам обучения глухих, жестового языка глухих, истории глухих.
Более 50 опубликованных работ по данным проблемам. На волонтерской основе сотрудничала с Московским городским обществом глухих и Всероссийским обществом глухих.
С 2005 — член Совета всемирной Ассоциации переводчиков жестового языка, с 2009 — член Совета Объединения переводчиков жестового языка РФ.
22 сентября 2018 Всероссийское общество глухих присвоило Комаровой звание «Человек года 2018».

## Научные взгляды
Комарова придерживалась мнения, что русский жестовый язык является самостоятельным богатым и самобытным языком, с собственной лексикой и грамматикой, который не стоит путать с калькирующей жестовой речью (сурдопереводом). Утверждала, что русский жестовый язык чрезвычайно богат и выразителен, и на нем можно говорить на любые темы «от любви до ядерной физики». Настаивала на том, что глухим и слабослышащим детям жестовый язык необходим как первый язык для успешного развития в ранний период, затем лучший способ обучения глухих детей — билингвизм.
Одной из проблем успешного образования глухих считала отсутствие знаний ими собственного жестового языка. В результате проведенного социологического исследования выяснила, что глухие и слабослышащие сами часто путают понятия «русского жестового языка» и «калькирующей жестовой речи», часто являются носителем стереотипов о неполноценности жестового языка, которые они получают от слышащего сообщества.
Комарова А. А. настаивала на некорректности термина «сурдопереводчик» (в переводе получается «глухопереводчик») и на введении в оборот более корректного термина «переводчик жестового языка».
В настоящее время[какое?] в законодательных актах правильный термин употребляется (например, см. Постановление Правительства РФ от 25 сентября 2007 г. N 608 «О порядке предоставления инвалидам услуг по переводу русского жестового языка»).
Комарова поддерживала сообщество глухих в том, что Глухие (как идентичность, в этом случае пишется с большой буквы) являются социокультурным меньшинством, отделенным от остального общества главным образом коммуникативным барьером. Ведь даже если глухой хорошо говорит, чтобы получить обратную связь от собеседника, ему необходимо ответить письменно или на жестовом языке. Поэтому глухим комфортнее держать вместе, в своем мире, где их легко понимать друг друга.
Поднимала на научных конференциях и в СМИ вопрос о положении с переводчиками жестового языка в России. Переводчиков явно не хватает. В России насчитывается порядка 1000 переводчиков ЖЯ, а потребность в специалистах этого профиля составляет более 6500 человек.
С 2009 года в Московском государственном педагогического университета отвечала за программу подготовки переводчиков жестового языка. С 2012 года в Московском государственном лингвистическом университете занималась подготовкой переводчиков жестового языка с высшем лингвистическим образованием. Это первое место подготовки переводчиков с высшим образованием в стране.
Автор нескольких десятков печатных работ по жизни и культуре глухих, переводческой деятельности и жестовому языку.

## Семья
Дед — Вениамин Цукерман (1913—1993), советский физик-теоретик, бабушка — Зинаида Матвеевна Азарх (1917—2005), физик.
Мать — Ирина Вениаминовна Цукерман (1937—2018), научный сотрудник НИИ дефектологии АПН СССР. Почетный член ВОГ. Отец — Анатолий Леонидович Сулоев (1932—2005), инженер, был лидером московских шашистов. Отчим — Иван Константинович Данилин, председатель МосгорВОГ в 1979—1985 гг.
Дочь Елизавета.